# 松平康般
松平 康般（まつだいら やすつら）は、江戸時代中期の旗本。

## 経歴
渡辺雅の次男として生まれ、松平康平の婿養子となる。延享3年（1746年）9月3日、養父・康平の遺跡を継ぎ、小普請となる。寛延元年（1748年）閏10月9日に西ノ丸書院番士、宝暦6年（1756年）10月19日に進物番となるが、同年閏11月10日に27歳で死去した。

## 系譜
- 実父：渡辺雅
- 実母：不詳
- 養父：松平康平
- 正室：松平康平の娘
- 養子
  - 松平康瑞 - 青木直宥の六男
  - 松平康瑞室 - 松平康平の娘